# Kabole

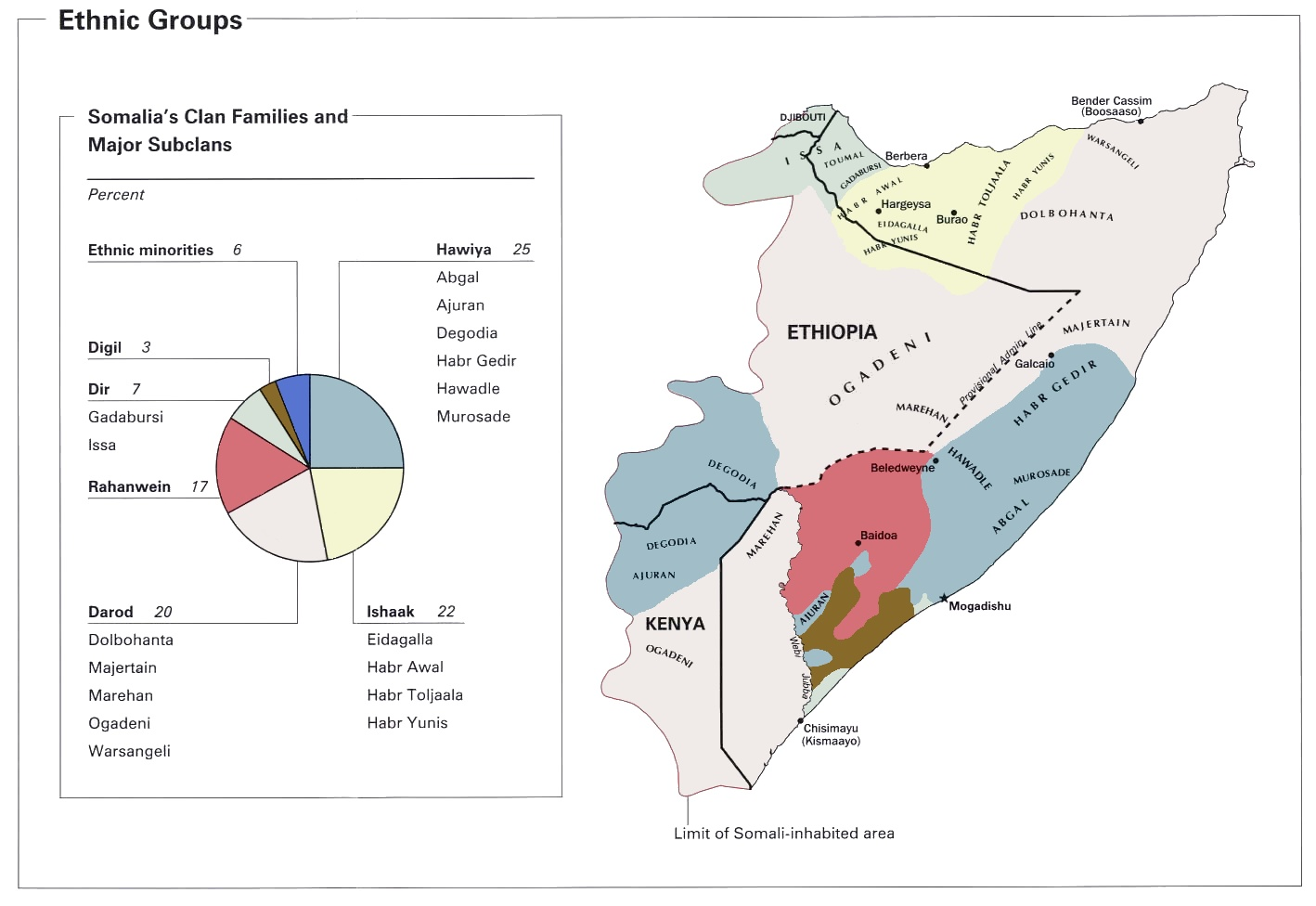
Ethnische Gruppen in Somalia

Die Kabole (auch Kavole oder Kaboole) sind eine ethnische Minderheit in Somalia. Sie leben in der Region Shabeellaha Dhexe am Fluss Shabelle als Ackerbauern und sind als eine Art „Klienten“ mit den Molcal, einem Clan der Hawiya-Somali, verbunden.
Manche Überlieferungen führen die Kabole zusammen mit den Makanne auf einen Sklaven der Molcal mit Namen Kabole zurück. Wahrscheinlich stammen diese Gruppen – wie auch die Shidle und weitere – von einer Bevölkerung ab, die bereits vor den Somali in jenem Gebiet gelebt hat und nach deren Ankunft in eine Patron-Klienten-Beziehung mit den nomadischen Somali gedrängt wurde. Im Laufe der Zeit schlossen sich diesen Gruppen auch entlaufene und freigelassene Sklaven an.
Sie alle werden von den Somali anhand körperlicher Merkmale als unterschiedlich betrachtet und als Jarir („harthaarig“ oder „kraushaarig“ im Gegensatz zu „weichhaarig“ für Somali) bezeichnet. Zum Teil werden sie in die Bezeichnung somalische Bantu mit einbezogen, die seit den 1990er Jahren für Sklavennachfahren und weitere ethnische Minderheiten in Somalia gebräuchlich ist. Es ist jedoch unklar, ob sie ursprünglich eine Bantusprache gesprochen haben.